# Tuvaluaans voetbalelftal (mannen)
Het Tuvaluaans voetbalelftal is een team van voetballers dat Tuvalu vertegenwoordigt bij internationale wedstrijden. Als geassocieerd lid van de OFC mag Tuvalu deelnemen aan de OFC Nations Cup, maar omdat het land geen volwaardig lid is, wordt het uitgesloten van deelname aan het WK.
De Nederlander Foppe de Haan was van 25 mei 2011 tot 5 september 2011 bondscoach van Tuvalu. De Fries moest structuur aanbrengen binnen het voetbal op de archipel. Voor zijn werk bij Tuvalu ontving De Haan geen salaris.

## (South) Pacific Games
Tuvalu deed in 1979 voor het eerst mee aan de South Pacific Games waar het de kwartfinale haalde. Het duurde tot 2003 voordat Tuvalu weer deel zou nemen, het land werd in de eerste ronde uitgeschakeld. In 2007 was het voetbaltoernooi op de South Pacific Games tevens de eerste ronde van de OFC-kwalificatie voor het WK van 2010. Tuvalu behaalde tegen Tahiti één punt en kwam niet verder dan de eerste ronde. Omdat het geen FIFA-lid was, speelde het land buiten mededinging WK-kwalificatiewedstrijden.

### Pacific Games 1979
In 1979 deed Tuvalu voor de eerste keer mee bij de Pafific Games, één jaar na onafhankelijkheid, onder leiding van Kokea Malu. Hun eerste interland was tegen Tahiti dat met 18-0 werd verloren, hun grootste nederlaag ooit, ook tot nu toe. De tweede wedstrijd tegen Tonga werd echter met 5-3 gewonnen, hun eerste overwinning. Hierdoor kwam het voetbalefltal in de kwartfinale Nieuw-Caledonië tegen en werd er met 10-2 verloren. In de volgende ronde werd er met 3-3 gelijk gespeeld tegen Kiribati, maar de ploeg won met 4-2 na een penaltyreeks. Hierdoor ging het elftal door naar de halve finale voor de vijfde plek, maar verloren zij van Guam, met 8-2.

### Pacific Games 2003
Het duurde 24 jaar tot Tuvalu weer een keer mee deed bij de Pacific Games. Ze strikten een Australische trainer, namelijk Tim Jerks. Tijdens de voorbereiding naar het toernooi werd er een vriendschappelijke wedstrijd tegen Fiji gespeeld. Deze werd met 9-0 verloren. In groep A, speelden ze de eerste wedstrijd tegen Kiribati, dat ze met 3-2 wonnen. De tweede wedstrijd speelde nogmaals tegen Fiji en deze werd met 4-0 verloren. Tegen Vanuatu verloor het elftal nipt met 1-0. De laatste wedstrijd tegen de Salomonseilanden werd ook met 4-0 verloren. Tuvalu werd vierde in groep A, boven Kiribati.

### Pacific Games 2007
In 2007 deden ze voor de derde keer mee. Ze schreven voetbalgeschiedenis door als eerste niet-FIFA-lid deel te nemen aan een officiële WK kwalificatiewedstrijd. De lokale gymleraar Toakai Puapua was trainer van Tuvalu. De eerste wedstrijd in groep A, was tegen Fiji, omdat ze net een dag daarvoor pas aankwamen met de boot, verloren ze met 16-0. De tweede wedstrijd tegen Nieuw-Caledonië werd er maar 1-0 verloren. Tegen Tahiti werd het eerste punt gehaald, ze speelden 1-1, en Sekifu was de maker van het eerste ‘WK’-doelpunt van Tuvalu. De laatste wedstrijd tegen de Cookeilanden werd met 4-1 verloren, waar de voormalige bondscoach Tim Jerks de huidige trainer was.

### Pacific Games 2011

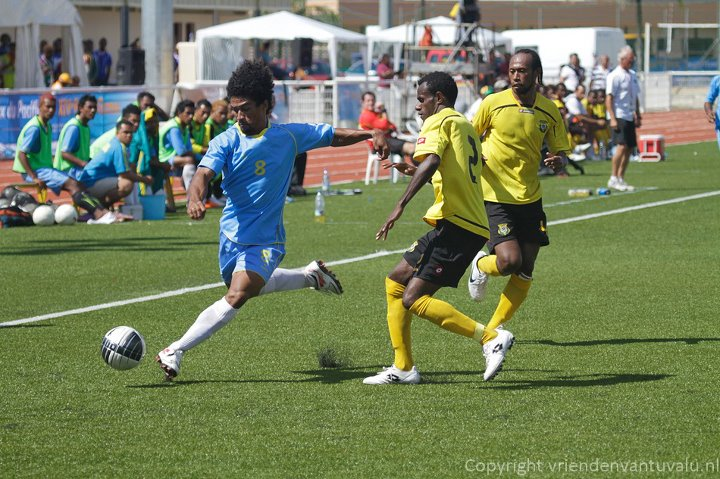
Okilani in actie tegen Vanuatu

Voor de spelen van 2011 (inmiddels hernoemd in Pacific Games) werd de Nederlander Foppe de Haan gestrikt als bondscoach. Peter Maas en Etienne Stomp werden vroeger naar Tuvalu gestuurd, en werden bij De Haans aankomst zijn assistenten.
Tuvalu zat in de Groep des doods, zoals groep A vooraf werd genoemd, met drie favorieten voor de eindzege: gastland Nieuw-Caledonië, de Salomonseilanden en Vanuatu.
Tuvalu beleefde een droomstart. Tegen Amerikaans-Samoa werd met grote cijfers gewonnen: 4-0. De doelstelling van de technische staf, meer punten halen dan het ene punt vier jaar eerder tijdens de Pacific Games, was daarmee al gerealiseerd.
Tegen Vanuatu werd vervolgens met 5-1 verloren en tegen Nieuw-Caledonië zelfs met 8-0. In de volgende wedstrijd tegen de Salomonseilanden vochten de spelers voor iedere meter, en dat niet zonder reden. Als Tuvalu met niet meer dan 9-0 zou verliezen zou het in de slotwedstrijd tegen Guam voldoende hebben aan een gelijkspel om als vierde — en dus als best of the rest — te eindigen in de poule. Tuvalu hield de schade beperkt tot 1-6.
In het laatste duel, tegen Guam, was het erop of eronder. Het noodlot sloeg na een kwartier toe, toen doelman Selau onbesuisd doorging op een tegenstander: rode kaart, strafschop, 0-1. Met tien man knokte Tuvalu zich knap terug. Middenvelder Stanley scoorde uit een vrije trap de 1-1, waarna de ploeg van Foppe niet meer in de problemen kwam. Sterker nog, aanvallers Petoa en Tiute kregen uitgelezen kansen om de volle winst te halen.
Maar de 1-1 was voldoende voor de vierde plaats in de poule. Van alle elf deelnemende landen eindigde Tuvalu op de zevende plaats; het liet Guam, Amerikaans-Samoa, de Cookeilanden en Kiribati achter zich.

### Pacific Games 2023
In november 2023 nam het voetbalelftal deel aan het toernooi, dat ditmaal op de Salomonseilanden werd gehouden. Doordat het voetbalelftal te laat arriveerde voor de eerste wedstrijd tegen Papoea-Nieuw-Guinea, verloren zij de wedstrijd met 3-0, zonder een minuut te hebben gespeeld. Vervolgens werd er met 0-6 verloren van Vanuatu, wat betekende dat de ploeg onderaan in de groep zou eindigen, waardoor er een play-off moest worden gespeeld tegen Tonga. Deze werd met 4-0 gewonnen. De laatste wedstrijd van het toernooi werd gespeeld tegen de Noordelijke Marianen, om de 9e plek van het toernooi. Ook deze werd gewonnen, ditmaal met 4-1.

## Overzicht van tenues
| 1979 · Pacific Games | 2003 · Thuis | 2007 · Thuis | 2007 · Uit | 2011 · Thuis | 2017 · Thuis | 2017 · Uit | 2018 · Thuis |

| 2018 · Uit | 2023 · Thuis |

## Overzicht van bondscoaches
| N° | Naam           | Periode   |
| -- | -------------- | --------- |
| 1  | Kokea Malu     | 1979      |
| 2  | Tim Jerks      | 2003      |
| 3  | Toakai Puapua  | 2006–2010 |
| 4  | Foppe de Haan  | 2011      |
| 5  | Leen Looijen   | 2013      |
| 6  | Taukiei Ituaso | 2016–2018 |
| 7  | Lopati Taupili | 2018      |
| 8  | Mati Fusi      | 2019      |
| 9  | Osamesa Mesako | 2023–     |

## Interlands
| Datum        | Evenement                            | Tegenstander     | Score  |
| ------------ | ------------------------------------ | ---------------- | ------ |
| 5 sep. 2011  | Pacific Games 2011 - Nieuw-Caledonië | Guam             | 1 - 1  |
| 3 sep. 2011  | Pacific Games 2011 - Nieuw-Caledonië | Salomonseilanden | 1 - 6  |
| 1 sep. 2011  | Pacific Games 2011 - Nieuw-Caledonië | Nieuw-Caledonië  | 0 - 8  |
| 30 aug. 2011 | Pacific Games 2011 - Nieuw-Caledonië | Vanuatu          | 1 - 5  |
| 27 aug. 2011 | Pacific Games 2011 - Nieuw-Caledonië | Amerikaans-Samoa | 4 - 0  |
| 22 aug. 2011 | vriendschappelijk - Fiji             | Samoa            | 3 - 0  |
| 1 sep. 2007  | South Pacific Games 2007 - Samoa     | Cookeilanden     | 1 - 4  |
| 29 aug. 2007 | South Pacific Games 2007 - Samoa     | Tahiti           | 1 - 1  |
| 27 aug. 2007 | South Pacific Games 2007 - Samoa     | Nieuw-Caledonië  | 0 - 1  |
| 25 aug. 2007 | South Pacific Games 2007 - Samoa     | Fiji             | 0 - 16 |
| 5 juli 2003  | South Pacific Games 2003 - Fiji      | Salomonseilanden | 0 - 4  |
| 3 juli 2003  | South Pacific Games 2003 - Fiji      | Vanuatu          | 0 - 1  |
| 1 juli 2003  | South Pacific Games 2003 - Fiji      | Fiji             | 0 - 4  |
| 30 juni 2003 | South Pacific Games 2003 - Fiji      | Kiribati         | 3 - 2  |
| 1 mei 2003   | vriendschappelijk - Fiji             | Fiji             | 0 - 9  |
| 6 sep. 1979  | South Pacific Games 1979 - Fiji      | Guam             | 2 - 7  |
| 5 sep. 1979  | South Pacific Games 1979 - Fiji      | Kiribati         | 7 - 5  |
| 4 sep. 1979  | South Pacific Games 1979 - Fiji      | Nieuw-Caledonië  | 0 - 11 |
| 31 aug. 1979 | South Pacific Games 1979 - Fiji      | Tonga            | 5 - 3  |
| 18 aug. 1979 | South Pacific Games 1979 - Fiji      | Tahiti           | 0 - 18 |

## Recente selectie
De volgende spelers maakten deel uit van de selectie voor de Pacific Games in november 2023.

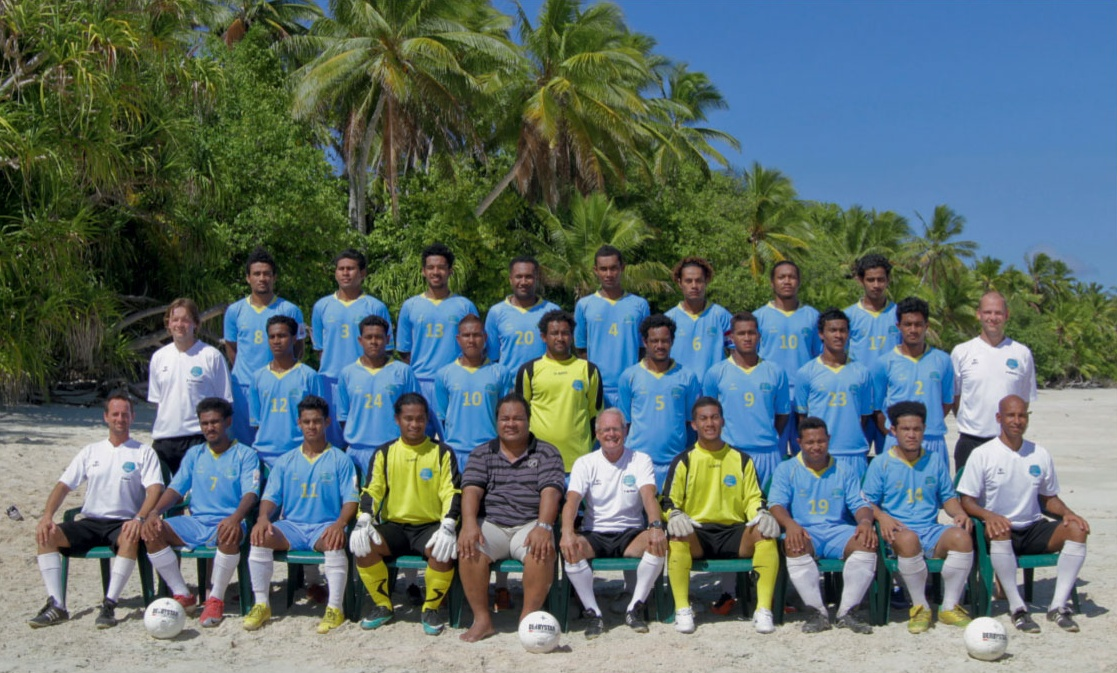
Elftalfoto van Tuvalu in 2011 met Foppe de Haan als bondscoach

| Nr.         | Naam             | Wed. | Dlpnt. | Huidige club       |
| ----------- | ---------------- | ---- | ------ | ------------------ |
| Doel        |                  |      |        |                    |
| 1           | Katepu Iosua     | 15   | 0      | Tofaga             |
| 13          | Kioa Elisala     | 1    | 0      | Oratia             |
| Verdediging |                  |      |        |                    |
| 2           | John Tuilagi     | 3    | 0      | Niutao             |
| 3           | Fakufou Uriam    | 2    | 0      |                    |
| 4           | Aloesi Nukualofa | 2    | 0      | Manu Laeva         |
| 5           | Siale Sopoaga    | 2    | 0      |                    |
| 15          | Sepetaio Nokisi  | 7    | 0      | Te Atatu           |
| 16          | Tekie Tamau      | 2    | 0      |                    |
| 19          | Maalosi Alefaio  | 6    | 0      | Te Atatu           |
| 25          | Jason Alama      | 3    | 0      | West Coast Rangers |
| Middenveld  |                  |      |        |                    |
| 6           | Saulo Haulangi   | 1    | 0      | Lakena United      |
| 7           | Paulo Vailine    | 3    | 0      | Nauti              |
| 8           | Andrew Palekata  | 3    | 3      |                    |
| 14          | Niuatea Luka     | 1    | 0      | Niutao             |
| 17          | Metia Lisati     | 0    | 0      |                    |
| 20          | Matti Ualesi     | 7    | 3      | Lakena United      |
| 22          | Tulimanu Lisati  | 1    | 0      | Stormbirds         |
| 23          | Falaima Mokeni   | 3    | 0      | Te Atatu           |
| Aanval      |                  |      |        |                    |
| 9           | Iasoni Lui       | 2    | 14     | Tofaga             |
| 11          | Keni Vine        | 3    | 2      |                    |
| 12          | Asaia Eliko      | 1    | 0      | Nauti              |
| 18          | Ivan Sapele      | 3    | 1      | Wainuiomata        |
| 24          | Teuati Tamatoa   | 2    | 0      |                    |

## Resultaten
| Oceania Cup / OFC Nations Cup | Oceania Cup / OFC Nations Cup | Oceania Cup / OFC Nations Cup    | Oceania Cup / OFC Nations Cup    | Oceania Cup / OFC Nations Cup    | Oceania Cup / OFC Nations Cup    | Oceania Cup / OFC Nations Cup    | Oceania Cup / OFC Nations Cup    | Oceania Cup / OFC Nations Cup    | Oceania Cup / OFC Nations Cup    |                                  | Kwalificatie                     | Kwalificatie                     | Kwalificatie                     | Kwalificatie                     | Kwalificatie                     | Kwalificatie |
| Jaar                          | Gastland                      | Resultaat                        | Positie                          | Gsp                              | W                                | G                                | V                                | DV                               | DT                               | Gsp                              | W                                | G                                | V                                | DV                               | DT                               |              |
| ----------------------------- | ----------------------------- | -------------------------------- | -------------------------------- | -------------------------------- | -------------------------------- | -------------------------------- | -------------------------------- | -------------------------------- | -------------------------------- | -------------------------------- | -------------------------------- | -------------------------------- | -------------------------------- | -------------------------------- | -------------------------------- | ------------ |
| 1973                          | Nieuw-Zeeland                 | Geen lid van OFC                 | Geen lid van OFC                 | Geen lid van OFC                 | Geen lid van OFC                 | Geen lid van OFC                 | Geen lid van OFC                 | Geen lid van OFC                 | Geen lid van OFC                 | Geen lid van OFC                 | Geen lid van OFC                 | Geen lid van OFC                 | Geen lid van OFC                 | Geen lid van OFC                 | Geen lid van OFC                 |              |
| 1980                          | Nieuw-Caledonië               | Geen lid van OFC                 | Geen lid van OFC                 | Geen lid van OFC                 | Geen lid van OFC                 | Geen lid van OFC                 | Geen lid van OFC                 | Geen lid van OFC                 | Geen lid van OFC                 | Geen lid van OFC                 | Geen lid van OFC                 | Geen lid van OFC                 | Geen lid van OFC                 | Geen lid van OFC                 | Geen lid van OFC                 |              |
| 1996                          | Oceanië                       | Geen lid van OFC                 | Geen lid van OFC                 | Geen lid van OFC                 | Geen lid van OFC                 | Geen lid van OFC                 | Geen lid van OFC                 | Geen lid van OFC                 | Geen lid van OFC                 | Geen lid van OFC                 | Geen lid van OFC                 | Geen lid van OFC                 | Geen lid van OFC                 | Geen lid van OFC                 | Geen lid van OFC                 |              |
| 1998                          | Australië                     | Geen lid van OFC                 | Geen lid van OFC                 | Geen lid van OFC                 | Geen lid van OFC                 | Geen lid van OFC                 | Geen lid van OFC                 | Geen lid van OFC                 | Geen lid van OFC                 | Geen lid van OFC                 | Geen lid van OFC                 | Geen lid van OFC                 | Geen lid van OFC                 | Geen lid van OFC                 | Geen lid van OFC                 |              |
| 2000                          | Tahiti                        | Geen lid van OFC                 | Geen lid van OFC                 | Geen lid van OFC                 | Geen lid van OFC                 | Geen lid van OFC                 | Geen lid van OFC                 | Geen lid van OFC                 | Geen lid van OFC                 | Geen lid van OFC                 | Geen lid van OFC                 | Geen lid van OFC                 | Geen lid van OFC                 | Geen lid van OFC                 | Geen lid van OFC                 |              |
| 2002                          | Nieuw-Zeeland                 | Geen lid van OFC                 | Geen lid van OFC                 | Geen lid van OFC                 | Geen lid van OFC                 | Geen lid van OFC                 | Geen lid van OFC                 | Geen lid van OFC                 | Geen lid van OFC                 | Geen lid van OFC                 | Geen lid van OFC                 | Geen lid van OFC                 | Geen lid van OFC                 | Geen lid van OFC                 | Geen lid van OFC                 |              |
| 2004                          | Australië                     | Geen lid van OFC                 | Geen lid van OFC                 | Geen lid van OFC                 | Geen lid van OFC                 | Geen lid van OFC                 | Geen lid van OFC                 | Geen lid van OFC                 | Geen lid van OFC                 | Geen lid van OFC                 | Geen lid van OFC                 | Geen lid van OFC                 | Geen lid van OFC                 | Geen lid van OFC                 | Geen lid van OFC                 |              |
| 2008                          | Oceanië                       | Niet gekwalificeerd              | Niet gekwalificeerd              | Niet gekwalificeerd              | Niet gekwalificeerd              | Niet gekwalificeerd              | Niet gekwalificeerd              | Niet gekwalificeerd              | Niet gekwalificeerd              | 4                                | 0                                | 1                                | 3                                | 2                                | 22                               |              |
| 2012                          | Salomonseilanden              | Niet in aanmerking voor deelname | Niet in aanmerking voor deelname | Niet in aanmerking voor deelname | Niet in aanmerking voor deelname | Niet in aanmerking voor deelname | Niet in aanmerking voor deelname | Niet in aanmerking voor deelname | Niet in aanmerking voor deelname | Niet in aanmerking voor deelname | Niet in aanmerking voor deelname | Niet in aanmerking voor deelname | Niet in aanmerking voor deelname | Niet in aanmerking voor deelname | Niet in aanmerking voor deelname |              |
| 2016                          | Papoea-Nieuw-Guinea           | Niet in aanmerking voor deelname | Niet in aanmerking voor deelname | Niet in aanmerking voor deelname | Niet in aanmerking voor deelname | Niet in aanmerking voor deelname | Niet in aanmerking voor deelname | Niet in aanmerking voor deelname | Niet in aanmerking voor deelname | Niet in aanmerking voor deelname | Niet in aanmerking voor deelname | Niet in aanmerking voor deelname | Niet in aanmerking voor deelname | Niet in aanmerking voor deelname | Niet in aanmerking voor deelname |              |
| 2024                          | Vanuatu, Fiji                 | Niet in aanmerking voor deelname | Niet in aanmerking voor deelname | Niet in aanmerking voor deelname | Niet in aanmerking voor deelname | Niet in aanmerking voor deelname | Niet in aanmerking voor deelname | Niet in aanmerking voor deelname | Niet in aanmerking voor deelname | Niet in aanmerking voor deelname | Niet in aanmerking voor deelname | Niet in aanmerking voor deelname | Niet in aanmerking voor deelname | Niet in aanmerking voor deelname | Niet in aanmerking voor deelname |              |
| Totaal                        | Totaal                        | —                                | 0/11                             | –                                | –                                | –                                | –                                | –                                | –                                | 4                                | 0                                | 1                                | 3                                | 2                                | 22                               |              |

### Pacifische Spelen
| Pacifische Spelen | Pacifische Spelen   | Pacifische Spelen              | Pacifische Spelen              | Pacifische Spelen              | Pacifische Spelen              | Pacifische Spelen              | Pacifische Spelen              | Pacifische Spelen              | Pacifische Spelen              |
| Jaar              | Gastland            | Ronde                          | Positie                        | Gsp                            | W                              | G                              | V                              | DV                             | DT                             |
| ----------------- | ------------------- | ------------------------------ | ------------------------------ | ------------------------------ | ------------------------------ | ------------------------------ | ------------------------------ | ------------------------------ | ------------------------------ |
| 1963              | Fiji                | Niet ingeschreven              | Niet ingeschreven              | Niet ingeschreven              | Niet ingeschreven              | Niet ingeschreven              | Niet ingeschreven              | Niet ingeschreven              | Niet ingeschreven              |
| 1966              | Nieuw-Caledonië     | Niet ingeschreven              | Niet ingeschreven              | Niet ingeschreven              | Niet ingeschreven              | Niet ingeschreven              | Niet ingeschreven              | Niet ingeschreven              | Niet ingeschreven              |
| 1969              | Papoea-Nieuw-Guinea | Niet ingeschreven              | Niet ingeschreven              | Niet ingeschreven              | Niet ingeschreven              | Niet ingeschreven              | Niet ingeschreven              | Niet ingeschreven              | Niet ingeschreven              |
| 1971              | Tahiti              | Niet ingeschreven              | Niet ingeschreven              | Niet ingeschreven              | Niet ingeschreven              | Niet ingeschreven              | Niet ingeschreven              | Niet ingeschreven              | Niet ingeschreven              |
| 1975              | Guam                | Niet ingeschreven              | Niet ingeschreven              | Niet ingeschreven              | Niet ingeschreven              | Niet ingeschreven              | Niet ingeschreven              | Niet ingeschreven              | Niet ingeschreven              |
| 1979              | Fiji                | Kwartfinale                    | 8e                             | 5                              | 1                              | 1                              | 3                              | 10                             | 42                             |
| 1983              | Samoa               | Niet ingeschreven              | Niet ingeschreven              | Niet ingeschreven              | Niet ingeschreven              | Niet ingeschreven              | Niet ingeschreven              | Niet ingeschreven              | Niet ingeschreven              |
| 1987              | Nieuw-Caledonië     | Niet ingeschreven              | Niet ingeschreven              | Niet ingeschreven              | Niet ingeschreven              | Niet ingeschreven              | Niet ingeschreven              | Niet ingeschreven              | Niet ingeschreven              |
| 1991              | Papoea-Nieuw-Guinea | Niet ingeschreven              | Niet ingeschreven              | Niet ingeschreven              | Niet ingeschreven              | Niet ingeschreven              | Niet ingeschreven              | Niet ingeschreven              | Niet ingeschreven              |
| 1995              | Tahiti              | Niet ingeschreven              | Niet ingeschreven              | Niet ingeschreven              | Niet ingeschreven              | Niet ingeschreven              | Niet ingeschreven              | Niet ingeschreven              | Niet ingeschreven              |
| 2003              | Fiji                | Groepsfase                     | 8e                             | 4                              | 1                              | 0                              | 3                              | 3                              | 11                             |
| 2007              | Samoa               | Groepsfase                     | 9e                             | 4                              | 0                              | 1                              | 3                              | 2                              | 22                             |
| 2011              | Nieuw-Caledonië     | Groepsfase                     | 7e                             | 5                              | 1                              | 1                              | 3                              | 7                              | 20                             |
| 2015              | Papoea-Nieuw-Guinea | Geen deelname, enkel O23 teams | Geen deelname, enkel O23 teams | Geen deelname, enkel O23 teams | Geen deelname, enkel O23 teams | Geen deelname, enkel O23 teams | Geen deelname, enkel O23 teams | Geen deelname, enkel O23 teams | Geen deelname, enkel O23 teams |
| 2019              | Samoa               | Groepsfase                     | 10e                            | 5                              | 0                              | 1                              | 4                              | 2                              | 42                             |
| 2023              | Salomonseilanden    | Groepsfase                     | 9e                             | 4                              | 2                              | 0                              | 2                              | 8                              | 10                             |
| Totaal            | Totaal              | Kwartfinale                    | 6/16                           | 27                             | 5                              | 4                              | 18                             | 32                             | 147                            |

Nationaal elftal ·
Nationaal zaalvoetbalteam ·
A-Division ·
B-Division ·
Independence Cup ·
NBT Cup ·
Christmas Cup ·
Tuvalu Games

1 CONCACAF-lid · 2 geassocieerd CAF-lid · 3 geassocieerd OFC-lid · 4 geassocieerd AFC-lid